# Ferdinand Hardijns
Ferdinandus (Ferdinand) Carolus Hardijns (Gent, 16 november 1864 - aldaar, 13 mei 1927) was een Belgisch redacteur en politicus voor de BWP.

## Levensloop
Hij volgde in 1886 Edward Anseele op als hoofdredacteur van de Vooruit, een functie die hij uitoefende tot 1901 en vervolgens van 1915 tot 1927. Daarnaast was hij actief als gemeenteraadslid te Gent van 1895 tot 1926. Een van zijn opmerkelijkste debatten was dat versus de stichter van het ANV Hippoliet Meert over de Feestdag van de 11e juliviering en de Vlaamsche Beweging.
Zijn grafportret werd gemaakt door Gustaaf Vanden Meersche. Hij was de schoonvader van Désiré Bouchery.